# Томас Брајант
Томас Џермејн Брајант (енгл. Thomas Jermaine Bryant; Рочестер, Њујорк, САД 31. јул 1997) амерички је кошаркаш. Игра на позицији центра, а тренутно наступа за Мајами хит. Играо је колеџ кошарку на Универзитету Индијана у Блумингтону Индијана за „Индијана хусиерсе” од 2015 до 2017.

## Средњошколска каријера
Брајант је средњошколсу кошарку играо у Бишоп Кернеију у Ирондиквојту, где је као студент друге године водио свој тим до рекорда 17–8, првака АА турнира у Њујорку 2013. године и Турнира шампиона њујоршке федерације.
Током свеамеричке утакмице Мекдоналдса, Брајант је постигао 9 поена и 3 скока за 16 минута игре за тим Истока. Био је пети узастопни Мекдоналдов свеамерички играч кога је тренер Том Крен регрутовао да игра за Универзитет Индијана.

## Колеџ
Брајант је имао запажен учинак у победи над универзитетом из Крејтона резултатом 86 : 65. У победи Хусиерса забележио је 17 поена, 7 скокова и 4 блокаде. Брајант је дао 19 поена и остварио пет скокова у победи над Кентакијем на НЦАА турниру. Брајант је као бруцош просечно бележио 11,9 поена и 5,8 скокова по утакмици. После сезоне, Брајант је именован и за Биг тен Ол-Фрешман тим, као и за трећи тим Ол-Биг тена.
Брајант је играо и на другој години колеџа. Његов проценат шута је опао али је просечно постизао 12,6 поена, имао 6,6 скокова и 1,5 блокаде по утакмици. Брајант је пројектован међу пет најбољих пикова на НБА драфту 2017. заједно са тимским колегом ОГ Анунобијем.

## Професионална каријера

### Лос Анђелес лејкерси (2017–2018)
Дана 22. јуна 2017. године, Брајант је драфтован као 42. укупно на НБА драфту 2017. године од стране Јута џеза. Касније је промењен заједно са 30. пиком, Џошем Хартом, у Лос Анђелес Лејкерсе у замену за 28. пика Лејкерса, Тонија Бредлија. Дана 30. јула 2017. Брајант је потписао свој почетнички уговор са Лејкерсима. 30. јуна 2018. Лејкерси су се одрекли Брајанта.
Лејкерси су често током сезоне додељивали Брајанта својој подружници развојне лиге, Саут Беј лејкерсима. После сезоне 2017/18, именован је у први тим Ол-НБА Г лиге.

### Вашингтон визардси (2018–2022)
Брајант је потисао за Вашингтон визардсе 2. јула 2018. године.
Против Финикс санса, 22. децембра 2018. Брајант је шутирао 14–14 и када је постигао рекордних 31 поен, изједначивши се за четврти највећи број кошева из игре без промашаја у историји НБА, док је само Вилт Чемберлен премашио 14 поена.
Дана 7. јула 2019. Брајант је поново потписао уговор са Визардсима на 3 године, вредан 25 милиона долара. Дана 9. јула 2020. био је позитиван на Ковид 19. А већ 2. августа, Брајант је забележио рекорд сезоне од 30 поена и 13 скокова у поразу од Бруклин нетса резултатом 110 : 118.
Визардси су 10. јануара 2021. објавили да је Брајант претрпео делимично покидање предњег укрштеног лигамента левог колена током пораза од Мајами хита 124 : 128 дан раније. Повреда је завршила његову сезону, а Брајант је одиграо само десет утакмица.
Дана 12. јануара 2022. Брајант се вратио за Визардсе, постигавши шест поена у победи над Орландо меџиком резултатом 112 : 106.

### Повратак у Лејкерсе (2022–2023)
Дана 6. јула 2022. Брајант је поново потписао за Лос Анђелес лејкерсе. На утакмици одиграној 18. децембра је имао победничко закуцавање у победи од 119 : 117 над својим бившим тимом Вашингтон визардсима. Брајант је 22. јануара 2023. је изједначио свој рекорд у постигнутим поенима на једној утакмици са 31. кошем, уз 14 скокова, у победи над Портланд трејлблејзерсима са 121 : 112.

### Денвер нагетс (2023–данас)
Дана 9. фебруара 2023, Брајант је прешао у Денвер нагетсе у размени са четири тима у којој су учествовали Лос Анђелес клиперси и Орландо меџик.
Нагетси су победили Мајами хит у финалу НБА лиге 2023. године у пет утакмица и тако Брајанту дали свој први НБА шампионат.

## Статистика

### НБА статистика

#### Регуларни део сезоне
| Сезона   | Екипа                           | ОУ  | СУ  | МПУ  | ПШ%  | 3П%  | СБ%  | СПУ | АПУ | УПУ | БПУ | ППУ  |
| -------- | ------------------------------- | --- | --- | ---- | ---- | ---- | ---- | --- | --- | --- | --- | ---- |
| 2017/18. | Л.А. лејкерси                   | 15  | 0   | 4.8  | .381 | .100 | .556 | 1.1 | .4  | .1  | .1  | 1.5  |
| 2018/19. | Вашингтон визардси\|Вашингтон]] | 72  | 53  | 20.8 | .616 | .333 | .781 | 6.3 | 1.3 | .3  | .9  | 10.5 |
| 2019/20. | Вашингтон визардси              | 46  | 36  | 24.9 | .581 | .407 | .741 | 7.2 | 1.8 | .5  | 1.1 | 13.2 |
| 2020/21. | Вашингтон визардси              | 10  | 10  | 27.1 | .648 | .429 | .667 | 6.1 | 1.5 | .4  | .8  | 14.3 |
| 2021/22. | Вашингтон визардси              | 27  | 9   | 16.3 | .520 | .286 | .875 | 4.0 | .9  | .2  | .8  | 7.4  |
| 2022/23. | Лос Анђелос лејкерси            | 41  | 25  | 21.4 | .654 | .440 | .741 | 6.8 | .7  | .3  | .6  | 12.1 |
| 2022/23. | Денвер                          | 18  | 1   | 11.4 | .485 | .444 | .722 | 3.3 | .1  | .1  | .4  | 4.6  |
| Укупно   | Укупно                          | 229 | 134 | 19.7 | .598 | .366 | .757 | 5.7 | 1.1 | .3  | .8  | 10.1 |

#### Плеј−оф
| Сезона | Екипа  | ОУ | СУ | МПУ | ПШ% | 3П% | СБ% | СПУ | АПУ | УПУ | БПУ | ППУ |
| ------ | ------ | -- | -- | --- | --- | --- | --- | --- | --- | --- | --- | --- |
| 2023†  | Денвер | 1  | 0  | .5  | —   | —   | —   | .0  | .0  | .0  | .0  | .0  |
| Укупно | Укупно | 1  | 0  | .5  | —   | —   | —   | .0  | .0  | .0  | .0  | .0  |

### Колеџ
| Сезона   | Екипа    | ОУ | СУ | МПУ  | ПШ%  | 3П%  | СБ%  | СПУ | АПУ | УПУ | БПУ | ППУ  |
| -------- | -------- | -- | -- | ---- | ---- | ---- | ---- | --- | --- | --- | --- | ---- |
| 2015/16. | Индијана | 35 | 35 | 22.6 | .683 | .333 | .706 | 5.8 | 1.0 | .5  | .9  | 11.9 |
| 2016/17. | Индијана | 34 | 34 | 28.1 | .519 | .383 | .730 | 6.6 | 1.5 | .8  | 1.5 | 12.6 |
| Укупно   | Укупно   | 69 | 69 | 25.3 | .592 | .373 | .718 | 6.2 | 1.2 | .6  | 1.2 | 12.2 |